# Sito archeologico di Ca' Castellina
Il sito archeologico di Ca' Castellina è una cava di estrazione di blocchi di gesso di età romana, situato nella omonima frazione di Ca' Castellina nel comune di Brisighella.

## Posizione geografica
Il sito, conosciuto anche come cava romana di Ca' Castellina, si trova ad una quota di circa 340 m s.l.m. ed è situato lungo una strada sterrata che conduce verso la cima di Monte Mauro a Brisighella (RA).

## Descrizione
Gli scavi effettuati nel corso degli anni da archeologi e ricercatori hanno portato alla luce blocchi di gesso e gradoni di estrazione di età romana (segni dell'attività estrattiva che veniva svolta in questa cava) oltre a una costruzione rettangolare, di età moderna, ed una notevole quantità di reperti che spaziano nel tempo tra l'età del ferro e l'età moderna. Il pavimento della cava, dove era coperto da abbondante detrito, è rimasto abbastanza intatto (fossilizzato com'era al momento del suo abbandono), mentre è stato soggetto a dissoluzione del gesso, con l'abbassamento delle superfici rocciose, lo smussamento degli spigoli e la formazione di profondi solchi di dissoluzione (karren) nelle zone che sono rimaste più scoperte.
Grazie ad un rilievo tridimensionale realizzato con un laser scanner, affiancato da un rilievo fotogrammetrico eseguito con l'utilizzo di un drone, è stato possibile ricavare misure precise sia dei blocchi che venivano estratti, sia delle forme di erosione e corrosione che si sono sviluppate nelle zone di cava non (oppure poco) coperte da detrito e suolo. Attraverso i dati ottenuti è stato possibile effettuare misurazioni ed analisi di dettaglio sui blocchi di gesso ipotizzando metodi di estrazione utilizzati e fenomeni di alterazione geologica. 